# Leptotarsus (Habromastix) parallelus
Leptotarsus (Habromastix) parallelus is een tweevleugelige uit de familie langpootmuggen (Tipulidae). De soort komt voor in het Australaziatisch gebied.